# Maurine Brown Neuberger
Maurine Brown Neuberger (Cloverdale, 1907. január 9. – Portland, 2000. február 22.) az Amerikai Egyesült Államok szenátora (Oregon, 1960–1967).